# 12191 Vorontsova
12191 Vorontsova eller 1978 TT8 är en asteroid i huvudbältet som upptäcktes den 9 oktober 1978 av den sovjetisk-ryska astronomen Ljudmila Zjuravljova vid Krims astrofysiska observatorium på Krim. Den är uppkallad efter Margarita Alekseevna Vorontsova.
Asteroiden har en diameter på ungefär 5 kilometer och den tillhör asteroidgruppen Astraea.